# Amblystegium
Amblystegium (Krybmos) er en slægt af mosser med omkring 95 arter, der især findes i fugtige eller våde miljøer. De er udbredt over hele verden. Navnet Amblystegium betyder 'med but (stump) låg' og hentyder til låget på sporehuset.
Arterne i denne slægt er oftest spinkle, og stænglerne er krybende.

## Danske arter
I Danmark findes følgende fire arter
- Alm. krybmos Amblystegium serpens
- Bugtet krybmos Amblystegium varium
- Stor krybmos Amblystegium saxatile
- Udspærret krybmos Amblystegium juratzkanum